# Кузниці (Куявсько-Поморське воєводство)
Кузниці (пол. Kuźnice, нім. Glanzhof) — село в Польщі, у гміні Хоцень Влоцлавського повіту Куявсько-Поморського воєводства.
Населення — 213 осіб (2011).
У 1975-1998 роках село належало до Влоцлавського воєводства.

## Демографія
Демографічна структура станом на 31 березня 2011 року:
|          | Загалом | Допрацездатний вік | Працездатний вік | Постпрацездатний вік |
| -------- | ------- | ------------------ | ---------------- | -------------------- |
| Чоловіки | 102     | 22                 | 70               | 10                   |
| Жінки    | 111     | 22                 | 68               | 21                   |
| Разом    | 213     | 44                 | 138              | 31                   |